# 新加坡裔加拿大人
新加坡裔加拿大人，是指住在加拿大的新加坡籍僑民（如專業人士和留學學生）和有新加坡血統的加拿大公民。由於新加坡是個多民族組成的國家，主要包括華人、印度人與馬來人，新加坡裔加拿大人的社區本身，也分成許多不同的民族聚居。

## 移民歷史
1970年代，由新加坡到加拿大移民每年不過於100人，但到1980年代時候出生於新加坡的移民平均介乎200至400人，而1989年至1991年之間有1000個新加坡新移民到加拿大。
眾多住在加拿大的新加坡移民在加拿大工作，無論公共部門（如大學內）或私營部門亦然。他們亦在加拿大醫生、會計師、工程師和建築師之中特出，還約有三分之一移民到加拿大的時侯是自顧或當為企業家，工作地點一般處於城市，專注於科技（如計算機、化學品或工程品）。大部分在加拿大的新加坡人保留自己的新加坡國籍，計畫未來回歸新加坡。
1987年至1991年之間約有1500至1800的新加坡學生住在加拿大。

## 具有新加坡血統的加拿大名人
- 蒂凡那 - 前新加坡總統
- 陳波生 - 新加坡劇作家、小說作家和詩人
- 宋琇萱（英语：Steph Song） - 新加坡女演員